# Signori António
Signori Dominique Nymi António (* 25. Juli 1994 in Lausanne) ist ein schweizerisch-angolanischer Fussballtorhüter, der zwischen Januar 2018 und Sommer 2019 beim FC Basel unter Vertrag stand.

## Karriere

### Vereine
Der in Lausanne geborene Signori António spielte in seiner Jugend beim Étoile Sportive FC Malley und in der Jugendabteilung des FC Lausanne-Sport. Im Sommer 2012 wechselte er in die erste Mannschaft der Lausanner und unterzeichnete seinen ersten Profivertrag. Nach zwei Saisons, in denen er zu elf Einsätzen in der Super League kam, wechselte er zum FC Le Mont-sur-Lausanne in die Challenge League, dem er eine Saison lang angehörte. Im Juli 2015 wechselte er ablösefrei in seine zweite Heimat Angola zu CD Primeiro de Agosto, bei denen er sich in der zweiten Saison zum Stammtorhüter kämpfte.
Nachdem er von Sommer 2017 bis Ende Jahr vertragslos gewesen war, verpflichtete ihn im Januar 2018 der FC Basel, der ihn vorerst mit einem Vertrag bis zum Ende der Saison 2017/18 ausstattete. Dieser wurde im Juni 2018 um ein weiteres Jahr verlängert.

### Nationalmannschaften
Signori António durchlief einige Stufen der Schweizer Juniorennationalmannschaften von der U-15 bis zur U-20, bis er sich 2014 dafür entschied, künftig für die angolanische Nationalmannschaft aufzulaufen. Bei der Qualifikation für die Fussball-Weltmeisterschaft 2018 in Russland stand er in der zweiten Runde bei den zwei Niederlagen gegen Südafrika im Tor der Angolaner.

## Titel und Erfolge
- Angolanischer Meister: 2016, 2017